# Gilles de Plancy
Gilles de Plancy ou Gilon de Plancy (né vers 1160 - † vers 1190) est seigneur de Plancy à la fin du XIIe siècle. Il est le fils d'Hugues III de Plancy, seigneur de Plancy, et d’Élisabeth de Traînel. Il est le neveu de Miles de Plancy, Sénéchal de Jérusalem, seigneur de Montréal et d'Outre-Jourdain, et d'Haïce de Plancy, chancelier du comte de Champagne Henri Ier, puis évêque de Troyes.

## Biographie
En 1189, il participe à la troisième Croisade.
Avant son départ, il décide de réparer ses torts à envers l'abbaye de Montiéramey, dont les religieux s'étaient plaint au pape de ses agissement. Il reconnait ses injustices et défend à son épouse d'exercer pendant son absence aucune vexation à l'égard des moines.
Il est probablement mort pendant le siège de Saint-Jean-d'Acre, mais selon certains historiens il serait rentré à Plancy et serait décédé peu avant 1203.

## Mariage et enfants
Vers 1180, il épouse Hodierne de Reynel, fille de Wiard de Reynel, dit Le Vieux, seigneur de Reynel, et d'Émeline de Gondrecourt, dont il a trois enfants :
- Philippe II de Plancy, qui succède à son père comme seigneur de Plancy.
- Guy de Plancy, qui succède à sa mère comme seigneur de Gondrecourt. Il épouse Comtesse, dont le nom de famille est inconnu, dont il a une fille : Jeanne de Plancy, qui épouse Eustache III de Conflans.
- Gillette de Plancy.

## Source
- Marie Henry d'Arbois de Jubainville, Histoire des Ducs et Comtes de Champagne, 1865.